# Giovanni Alfonso Borelli
Giovanni Alfonso Borelli (Pisa, 28 de janeiro de 1608 — Pisa, 31 de dezembro de 1679) foi um fisiólogo, físico e matemático italiano.
Borelli contribuiu para o princípio de investigação científica moderna primariamente por continuar hipóteses via observação, como feito por Galileu Galilei. Fez estudos extensivos sobre os satélites de Júpiter e sobre o que constitui o sangue. Teve proteção da rainha Cristina da Suécia contra as autoridades italianas, as mesmas que atacaram Galileu.

## Contribuições para a Física do Corpo Humano
Giovanni Alfonso Borelli, século XVII, era fisiólogo, físico e matemático. Realizou diversas pesquisas e concretizou diversas teorias que o fez, até hoje, o pai da biomecânica. Borelli escreveu o livro “De Motu Animalium”, publicado em 1680 ou 1681, o qual relatava seus estudos sobre locomoção humana, contração muscular (primeiro a propor esta ideia que os músculos realizam um movimento de contração e não um movimento vital), mecânica da respiração, forças envolvendo a circulação e pressões. Além disso, o pesquisador desenvolveu estudos sobre o movimento dos animais, como correr, pular nadar e voar. O italiano também teve um estudo sobre o sangue, o qual postulava que o “sangue aerado” incluía elementos vitais. Fora isso, possui estudos e teorias sobre o sistema respiratório humano, com isso, afirmava que o ar possuía uma função sustentadora da vida, pois conduzia “partículas elásticas” que davam movimento ao sangue, assim criando a sua teoria de difusão. Além disso, Borelli, utilizando termômetro, afirmou que o coração não é o órgão mais quente. Foi fundador da escola iatromecânica ao qual relaciona o sistema mecânico ao biológico.
Borelli descobriu as forças necessárias para o equilíbrio em várias articulações do corpo humano, antes de Newton publicar as leis do movimento. Borelli também determinou a posição do centro de gravidade humano, em diferentes situações do equilíbrio, por exemplo, com o indivíduo em pé, sentado ou sob a influência dos movimentos respiratórios.
Borelli é considerado um pioneiro de biofísica. Em 1649, ele publicou um trabalho sobre a devastadora epidemia de 1647/48 na Sicília. O estudo epidemiológico é considerado um dos primeiros exemplos do uso de métodos experimentais em fisiologia, aos quais Borelli se dedicou detalhadamente a partir de então, especialmente a mecânica do movimento muscular e o movimento dos animais. Ele rejeitou a visão de Aristóteles de uma mente animal inerente ao corpo e explicou o movimento muscular (até mesmo do coração) puramente mecanicamente, usando matemática elementar e estudos anatômicos. Em Pisa, ele entrou em contato com o professor em Bolonha Marcello Malpighi, que buscou idéias semelhantes. Borelli foi um membro significativo da Accademia del Cimento, que existiu até cerca de 1667. Seu caráter argumentativo deveria ter sido um motivo para a dissolução da Academia. Seu principal trabalho em biomecânica (Iatromechanik) apareceu somente após sua morte, financiado pela rainha Christina da Suécia e editado pelos sacerdotes de San Pantaleo (De motu animalium, 2 volumes, Roma 1680, 1681).

## Conquistas científicas

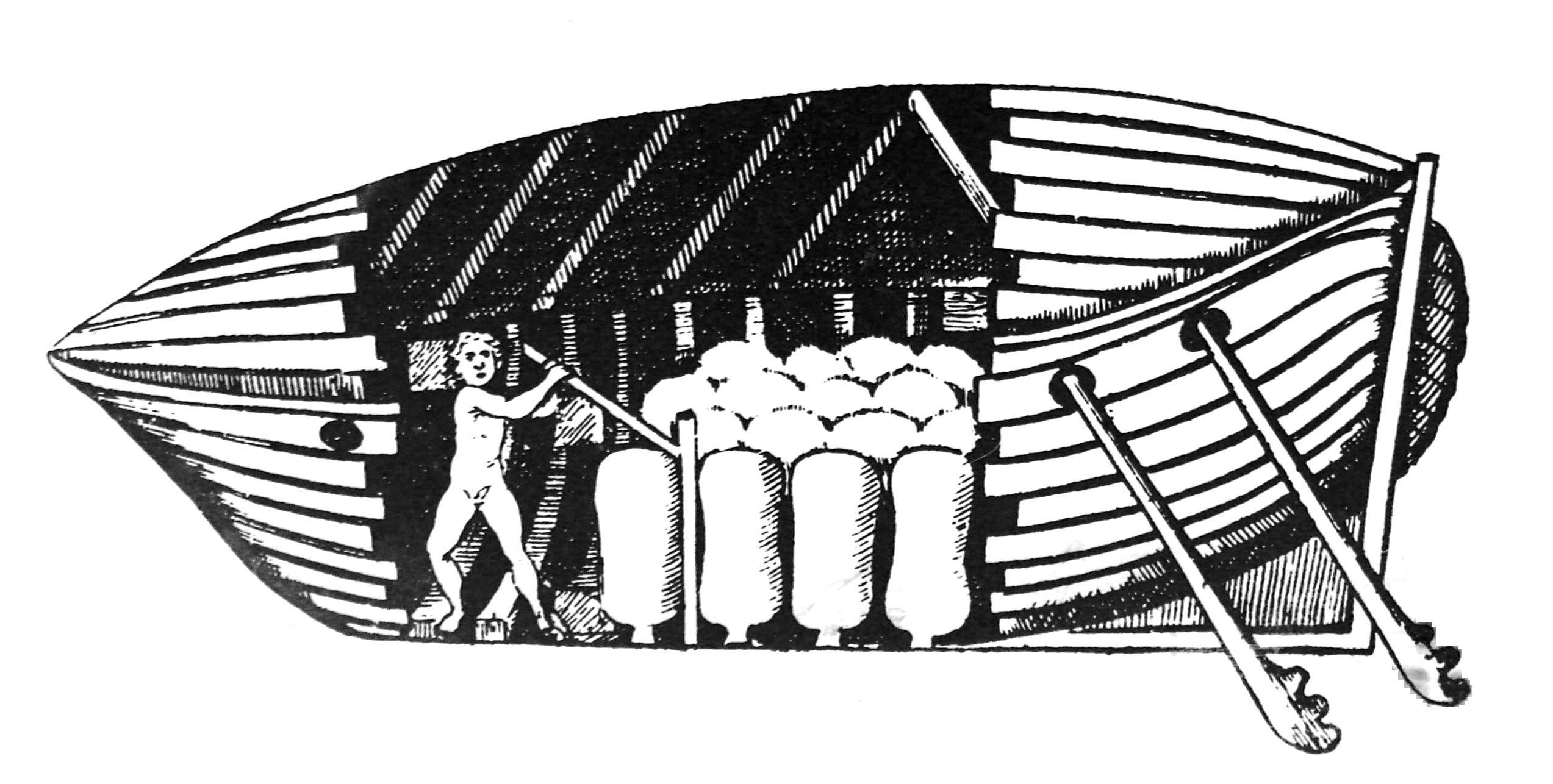
Submarino, de Giovanni Alfonso Borelli, em De Motu Animalium, 1680

As principais realizações científicas de Borelli estão focadas em sua investigação em biomecânica. Este trabalho originou-se com seus estudos de animais. Suas publicações, De Motu Animalium I e De Motu Animalium II, emprestando o título do tratado aristotélico, relaciona animais a máquinas e utiliza a matemática para provar suas teorias. Os anatomistas do século XVII foram os primeiros a sugerir o movimento contrátil dos músculos. Borelli, no entanto, foi o primeiro a sugerir que "os músculos não exercem movimento vital de outra forma senão por meio da contração". Ele também foi o primeiro a negar a influência corpuscular nos movimentos dos músculos. Isso foi comprovado por meio de seus experimentos científicos, demonstrando que os músculos vivos não liberavam corpúsculos na água quando cortados. Borelli também reconheceu que o movimento para a frente envolvia o movimento do centro de gravidade de um corpo para a frente, que era seguido pelo balanço de seus membros para manter o equilíbrio. Seus estudos também se estenderam além dos músculos e da locomoção. Em particular, ele comparou a ação do coração à de um pistão. Para que isso funcione corretamente, ele deduziu a ideia de que as artérias devem ser elásticas. Por essas descobertas, Borelli é rotulado como o pai da moderna biomecânica, e a Sociedade Americana de Biomecânica usa o Prêmio Borelli como sua maior homenagem à pesquisa na área.

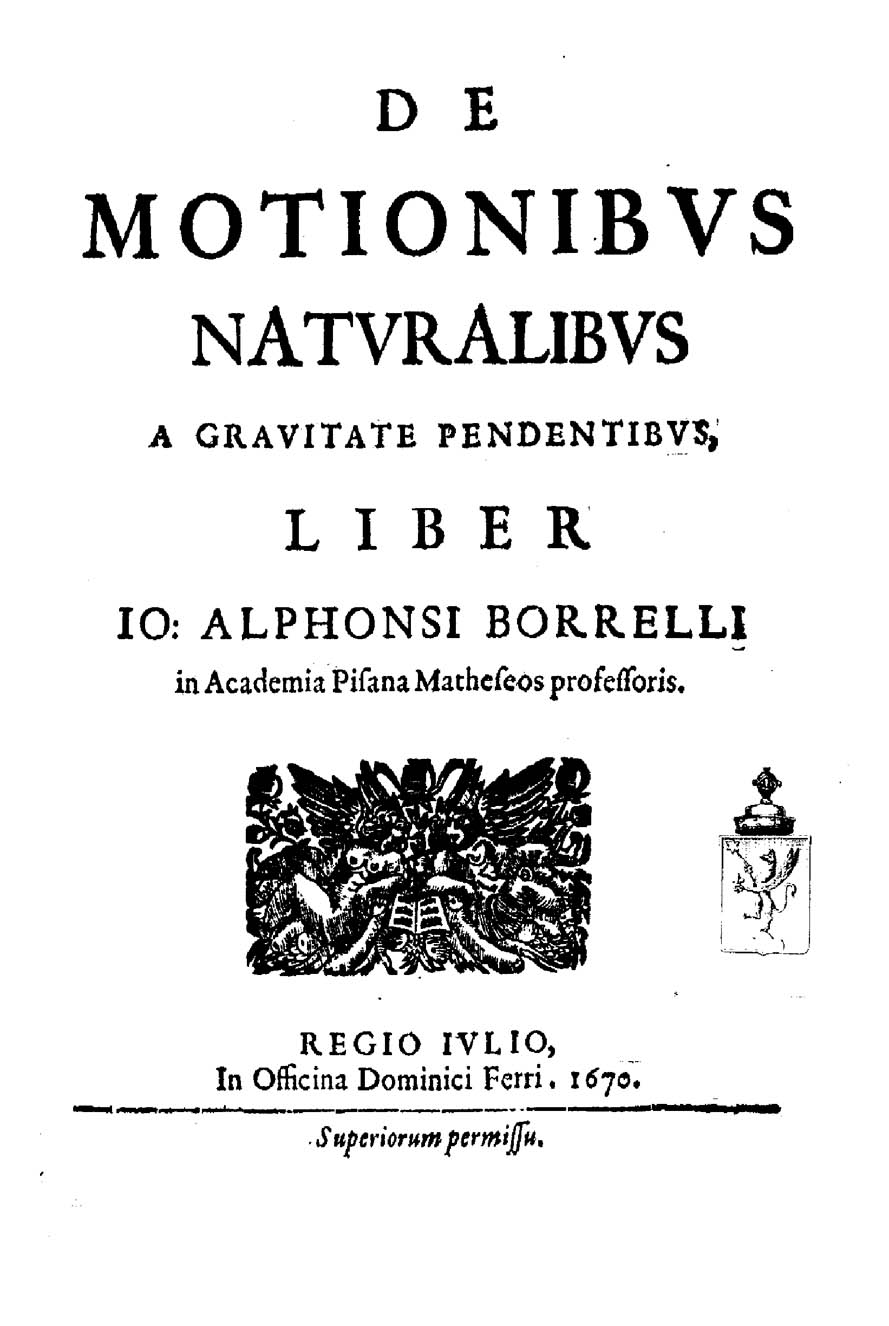
De motionibus naturalibus a gravitate pendentibus, 1670

Junto com seu trabalho em biomecânica, Borelli também tinha interesses em física, especificamente as órbitas dos planetas. Borelli acreditava que os planetas giravam como resultado de três forças. A primeira força envolvia o desejo dos planetas de se aproximar do sol. A segunda força ditava que os planetas fossem movidos para o lado por impulsos da luz solar, que é corpórea. Finalmente, a terceira força impeliu os planetas para fora devido à revolução do sol. O resultado dessas forças é semelhante à órbita de uma pedra quando amarrada em uma corda. As medições de Borelli das órbitas dos satélites de Júpiter são mencionadas no Volume 3 dos Principia de Newton.
Borelli também é considerado o primeiro homem a considerar um aparelho autônomo de respiração subaquática junto com seu projeto submarino inicia. O gás exalado foi resfriado pela água do mar depois de passar por tubos de cobre. O capacete era de latão com uma janela de vidro e 0,6 m (2 pés) de diâmetro. O aparelho provavelmente nunca seria usado ou testado.

### Outras publicações
Borelli também escreveu:
- Delle cagioni delle febbri maligne della Sicilia negli anni 1647 e 1648 (Cosença, 1649)
- Euclides Restitutus (Pisa, 1658)
- Apollonii Pergaei Conicorum libri v., vi. et vii (Florença, 1661)
- Theoricae Mediceorum planetarum ex causis physicis deductae (Florença, 1666)
- De vi percussionis (Bolonha, 1667)
- Meteorologia Aetnea (Reggio, 1669)
- Historia et meteorologia incendii Aetnaei anni 1669 (em latim). Reggio Calabria: [s.n.] Domenico Antonio Ferro. 1670
- De motionibus naturalibus a gravitate pendentibus (Bolonha, 1670)